# Валасиади, Тамара Борисовна
Тама́ра Бори́совна Вала́сиади (22 марта (4 апреля) 1916, Российская империя — 17 января 1998, Калуга, Россия) — советская, российская актриса театра и кино. Заслуженная артистка РСФСР (1958).

## Биография
Тамара Борисовна родилась 22 марта (4 апреля) 1916 года. Сразу после окончания средней школы посвятила себя театру.
С 1934 года работала в труппе Смоленского ТЮЗа, исполняя в основном роли травести и инженю. В 1952—1963 годах играла в Калужском областном драматическом театре. С 1963 года также работала в Волгоградском драматическом театре и Волгоградском ТЮЗе. В 1958 году была удостоена звания заслуженной артистки РСФСР. Снималась в фильмах: «Кто придумал колесо?» (1966) Владимира Шределя и «А пароходы гудят и уходят…» (1972) Рубена Мурадяна.
Последние годы жила в Доме ветеранов сцены. Скончалась 17 января 1998 года в Калуге.

## Театральные работы

### Калужский областной драматический театр
- Мирандолина — «Трактирщица» К. Гольдони, 1952

### Волгоградский драматический театр
- Баронесса Рилькен — «Между ливнями» А. Штейна
- Санитарка Матвеевна — «Дело, которому ты служишь» Ю. Германа
- Танкабике — «В ночь лунного затмения» М. Карима
- Марьяна Владимировна — «Другая» С. Алёшина
- Миссис Этель Сэвидж — «Странная миссис Сэвидж» Д. Патрика
- Бабушка — «Снежная королева» Х. К. Андерсена
- Завальская — «Сверчок»
- Ксения — «Егор Булычёв» М. Горького
- Любецкая — «Обыкновенная история» И. Гончарова

### Прочие
- Марианна — «Тартюф» Мольера
- Павлик Морозов — «Хмурое устье»
- Портняжка — «Весёлый Портняжка»
- Мэри — «Дети капитана Гранта» Ж. Верна
- Фиета — «Завтра будет нашим»
- Наталья Ковшек — «Калиновая роща»
- Регана — «Король Лир» У. Шекспира
- Жена Циолковского — «Навстречу звёздам»
- Паулина — «Зимняя сказка»

## Фильмография
- 1966 — Кто придумал колесо? — эпизод
- 1972 — А пароходы гудят и уходят… — Мария Игнатьевна

## Награды
- Медаль «За трудовую доблесть» (7 марта 1960)[8].
- Заслуженная артистка РСФСР (1958).

## Статьи и публикации
- Смирнова Н. Тамара Валасиади: урок актёрского мастерства // Весть (ББК: К 85.334.37-8). — 1996. — 6 апреля.
- Город Калуга. Калужский областной драматический театр // О городе : Законодательное Собрание Калужской области. — 2016.
- Светлана Соловьёва. Кочующий театр Сотника // Весть : интернет-издание. — 2008. — 1 августа.
- Евгения Лаврова. Театр, рождённый в подвале // Знамя : газета. — 2013. — 5 октября. Архивировано 5 марта 2016 года.
- Волгоградский областной краеведческий музей. Последние годы провела в доме престарелых: 105 лет назад родилась выступавшая в театрах Волгограда заслуженная артистка Тамара Валасиади // Новости Волгограда сегодня : СМИ. — 2021.